# Pontifex
Pontifex je izraz koji je prvotvorno označavao svećenika u antičkom Rimu, odnosno člana Kolegija pontifeksa, najvišeg religijskog tijela. Glavni rimski pontifeks je bio pontifex maximus (vrhovni svećenik).
Izraz pontifex kasnije se počeo rabiti i za druge visoke ili vrhovne svećenike, ponajprije papu i biskupe. U strogom smislu taj se izraz može rabiti za sve biskupe, ali se u pravilu rabii za poglavare kršćanskih zajendica; tako je "rimski pontifex" papa, a "aleksandrijski pontifex" aleksandrijski papa. Izraz pontifikalna misa rabi se za mise koje drže biskupi. Od izraza pontifex dolazi riječ pontifikat, kojom se označava stolovanje pojedinog pape.